# Changjin-Linie
| Streckenverlauf |                               |                             |                             |
| Streckenlänge: | heute 58,6 km, früher 75,1 km |                             |                             |
| Spurweite: | 762 mm (Schmalspur)           |                             |                             |
| Maximale Neigung: | 370 ‰                         |                             |                             |
| |                               |                             |                             |
| \| \| \| Sinhŭng-Linie (Normalspur) \| \| \| \| \| Chŭngnimgang \| \| \| \| \| Sinhŭng-Linie Yŏnggwang \| \| \| \| 0,0 \| Yŏnggwang \| Yŏnggwang \| \| \| \| Schmalspur-Bahnbetriebswerk \| \| \| \| 3,6 \| Tongyang \| Tongyang \| \| \| 9,1 \| Songdang \| Songdang \| \| \| 11,4 \| Tongchŏng (außer Betrieb) \| Tongchŏng (außer Betrieb) \| \| \| 13,3 \| Sangt'ong \| Sangt'ong \| \| \| 17,3 \| Ryongsu \| Ryongsu \| \| \| 23,3 \| Hagich'ŏn \| Hagich'ŏn \| \| \| 28,4 \| Samgŏ \| Samgŏ \| \| \| \| Schienenseilbahn, unten \| \| \| \| 32,0 \| Pojang \| Pojang \| \| \| \| Schienenseilbahn, oben \| \| \| \| 35,8 \| Hwangch'oryŏng \| Hwangch'oryŏng \| \| \| \| Kot'o town \| \| \| \| 41,2 \| Betriebswerk Kot'o \| Betriebswerk Kot'o \| \| \| 46,4 \| Pusŏng \| Pusŏng \| \| \| 49,2 \| Sangp'yŏng \| Sangp'yŏng \| \| \| 54,3 \| Changjin \| Changjin \| \| \| 58,6 \| Sasu \| Sasu \| \| \| 62,7 \| Sindae 1935 geschlossen \| Sindae 1935 geschlossen \| \| \| 68,4 \| Chungnam 1935 geschlossen \| Chungnam 1935 geschlossen \| \| \| 75,1 \| Kujin 1935 geschlossen \| Kujin 1935 geschlossen \| |                               |                             |                             |
| Strecke |                               | Sinhŭng-Linie (Normalspur)  | Sinhŭng-Linie (Normalspur)  |
| Brücke über Wasserlauf |                               | Chŭngnimgang                | Chŭngnimgang                |
| Strecke quer · Strecke nach rechts |                               | Sinhŭng-Linie Yŏnggwang     | Sinhŭng-Linie Yŏnggwang     |
| | 0,0                           | Yŏnggwang                   | Yŏnggwang                   |
| Betriebsstelle Streckenanfang und quer · Abzweig geradeaus und von rechts |                               | Schmalspur-Bahnbetriebswerk | Schmalspur-Bahnbetriebswerk |
| Haltepunkt / Haltestelle | 3,6                           | Tongyang                    | Tongyang                    |
| Haltepunkt / Haltestelle | 9,1                           | Songdang                    | Songdang                    |
| ehemaliger Haltepunkt / Haltestelle | 11,4                          | Tongchŏng (außer Betrieb)   | Tongchŏng (außer Betrieb)   |
| Bahnhof | 13,3                          | Sangt'ong                   | Sangt'ong                   |
| Haltepunkt / Haltestelle | 17,3                          | Ryongsu                     | Ryongsu                     |
| Haltepunkt / Haltestelle | 23,3                          | Hagich'ŏn                   | Hagich'ŏn                   |
| Haltepunkt / Haltestelle | 28,4                          | Samgŏ                       | Samgŏ                       |
| Blockstelle |                               | Schienenseilbahn, unten     | Schienenseilbahn, unten     |
| Bahnhof | 32,0                          | Pojang                      | Pojang                      |
| Blockstelle |                               | Schienenseilbahn, oben      | Schienenseilbahn, oben      |
| Bahnhof | 35,8                          | Hwangch'oryŏng              | Hwangch'oryŏng              |
| Strecke von links · Abzweig geradeaus und nach rechts |                               | Kot'o town                  | Kot'o town                  |
| Betriebsstelle Streckenende · Strecke | 41,2                          | Betriebswerk Kot'o          | Betriebswerk Kot'o          |
| ehemaliger Haltepunkt / Haltestelle | 46,4                          | Pusŏng                      | Pusŏng                      |
| Haltepunkt / Haltestelle | 49,2                          | Sangp'yŏng                  | Sangp'yŏng                  |
| Bahnhof | 54,3                          | Changjin                    | Changjin                    |
| Kopfbahnhof Strecke ab hier außer Betrieb | 58,6                          | Sasu                        | Sasu                        |
| Haltepunkt / Haltestelle (Strecke außer Betrieb) | 62,7                          | Sindae 1935 geschlossen     | Sindae 1935 geschlossen     |
| Haltepunkt / Haltestelle (Strecke außer Betrieb) | 68,4                          | Chungnam 1935 geschlossen   | Chungnam 1935 geschlossen   |
| Kopfbahnhof Streckenende (Strecke außer Betrieb) | 75,1                          | Kujin 1935 geschlossen      | Kujin 1935 geschlossen      |

Die Changjin-Linie (Hangul: 장진선, Hanja: 長津線, Changjin-sŏn) ist eine 58,6 km lange, elektrifizierte Schmalspurbahnstrecke der nordkoreanischen Staatsbahn mit einer Spurweite von 762 mm (2 Fuß 6 Zoll) von Yŏnggwang an der Sinhŭng-Linie nach Sasu am Changjin-See. Es gibt einen 7,4 km langen Schienenseilbahn-Abschnitt zwischen Samgo und Hwangch'oryong. Zwischen Pojang und Hwangch'oryong hat die Strecke eine Steigung von 370 ‰.

## Geschichte
Im Jahr 1923 eröffnete die private Sinhŭng Railway die Hauptstrecke ihrer Hamnam-Linie (nicht identisch mit der Hamnam-Linie der Chosen Magnesite Development Railway, die heute Kŭmgol-Linie genannt wird) von Hamhŭng nach Sinhŭng über Oro (dem heutigen Yŏnggwang). Sie verlängerte die Strecke anschließend durch eine Zweigstrecke von Oro nach Sangt'ong, die am 1. Oktober 1926 eröffnet wurde.
Die Changjin-Linie wurde gebaut, um Baumaterialien zu dem im Bau befindlichen neuen Wasserkraftwerk am Changjin-Fluss sowie insbesondere forstwirtschaftliche Güter zu transportieren. Der erste Abschnitt von Sangt'ong nach Samgŏ wurde am 1. September 1934 eröffnet und am 1. November 1934 von Samgŏ bis Kujin verlängert. Der Abschnitt Sindae–Kujin wurde bereits am 15. Juli 1935 außer Betrieb genommen, und der Abschnitt  Sasu–Sindae am 30. August 1935.
Die Sinhŭng Railway wurde von der Chosen Railway erworben und mit ihr am 22. April 1938 vereinigt.
Nach Gründung der Demokratischen Volksrepublik Korea wurden alle Eisenbahnen als Teil der Staatseisenbahn verstaatlicht. Die Hamnam-, Songhŭng- und Changjin-Linien der Chosen Railway wurden aufgeteilt, wobei die Hauptstrecke der Hamnam-Linie und der Songhŭng-Linie in der Sinhŭng-Linie zusammengefasst wurden, während die Zweigstrecke Yŏnggwang–Sang'tong von der Hamnam-Linie abgespalten wurde und mit der Changjin-Linie zusammengefasst wurde, die später elektrifiziert wurde. Obwohl die Strecke Hamhŭng–Sinhŭng durch die Koreanische Staatsbahn auf Normalspur umgespurt wurde, blieb die Changjin-Linie eine Schmalspurbahn.

## Regelbetrieb
Obwohl es in dem Gebiet nennenswerten Personenverkehr gibt, werden die meisten Züge für den Güterverkehr eingesetzt. Die meisten Güter werden aus der Region abtransportiert: Mitte der 1980er Jahre wurden 62,1 % aller transportierten Güter aus dem an der Bahn liegende Gebiet in andere Landesteile transportiert, und nur 37,9 % von anderswo in das an der Bahn liegende Gebiet. Mit bis zu 78,8 % in den 1980er Jahren ist Holz das Haupttransportgut, das abtransportiert wird, neben Getreide, Erzen und Metall. Von den eingehenden Gütern nimmt Kohle mit 36,7 % des Transportaufkommens die Führung ein, wovon 20 % Steinkohle sind, gefolgt von Reis und anderen Getreidearten (18,9 %), Dünger (11, 9 %), Meeresprodukten (8,2 %) und Zement (4,2 %).

## Streckenverlauf
| Distanz (Total) km | Distanz (Bhf zu Bhf) km | Name des Bahnhofs (Lautschrift) | Name des Bahnhofs Chosŏn'gŭl (Hanja) | Früherer Name (Lautschrift) | Früherer Name Chosŏn'gŭl (Hanja) | Verbindungen                     |
| ------------------ | ----------------------- | ------------------------------- | ------------------------------------ | --------------------------- | -------------------------------- | -------------------------------- |
| 00,0               | –                       | Yŏnggwang                       | 영광 (栄光)                          | Oro                         | 오로 (五老)                      | Sinhŭng-Linie                    |
| 03,6               | 3,6                     | Tongyang                        | 동양 (東陽)                          |                             |                                  |                                  |
| 09,1               | 5,5                     | Songdang                        | 송당 (松堂)                          |                             |                                  |                                  |
| 13,3               | 4,2                     | Sangt'ong                       | 상통 (上通)                          |                             |                                  |                                  |
| 17,4               | 4,1                     | Ryongsu                         | 룡수 (龍水)                          |                             |                                  |                                  |
| 23,4               | 6,0                     | Hagich'ŏn                       | 하기천 (下岐川)                      |                             |                                  |                                  |
| 28,4               | 5,0                     | Samgŏ                           | 삼거 (三巨)                          |                             |                                  |                                  |
| 32,0               | 3,6                     | Pojang                          | 부장 (堡庄)                          |                             |                                  |                                  |
| 35,8               | 3,8                     | Hwangch'oryŏng                  | 황초령 (黄草嶺)                      |                             |                                  |                                  |
| 41,2               | 5,4                     | Kot'o                           | 고토 (古土)                          |                             |                                  |                                  |
| 46,4               | 5,2                     | Pusŏng                          | 부성 (富盛)                          |                             |                                  | Außer Betrieb                    |
| 49,2               | 2,8                     | Sangp'yŏng                      | 상평 (上坪)                          |                             |                                  |                                  |
| 54,3               | 5,1                     | Changjin                        | 장진 (長津)                          |                             |                                  |                                  |
| 58,6               | 4,0                     | Sasu                            | 사수 (泗水)                          |                             |                                  |                                  |
| 62,7               | 4,1                     | Sindae                          | 신대 (新垈)                          |                             |                                  | Seit 15. Juli 1935 außer Betrieb |
| 68,4               | 5,2                     | Chungnam                        | 중남 (中南)                          |                             |                                  | Seit 15. Juli 1935 außer Betrieb |
| 75,1               | 5,2                     | Kujin                           | 구진 (舊津)                          |                             |                                  | Seit 15. Juli 1935 außer Betrieb |